# 2018년 7월 일본 호우
2018년 7월 일본 호우(일본어: 平成30年7月豪雨 헤이세이30넨7가쓰고[*])는 2018년 6월 28일부터 태풍 쁘라삐룬으로 인한 장마 전선의 발달로 일본 기후현에서 시작하여 7월 9일까지 규슈에서 시코쿠 지방, 주고쿠 지방, 도호쿠 지방, 홋카이도까지 일본 거의 전역에 영향을 준 호우다. 기후현 구조시는 3일간 1,214mm가 내리며 총강수량이 1,000mm를 초과했고, 교토부 미야즈시는 466mm, 효고현 고베시에선 430mm 등 7월 한달 평년 강수량의 2배 이상을 기록하였다. 이 폭우로 일본 전역의 472만명에게 피난 권고 지시가 내려졌다. 결국 299명이 사망, 실종한 1982년 나가사키 대수해 이후 일본 최악의 인명피해를 가져온 홍수가 되었다.

## 명칭
2018년 7월 9일, 일본 기상청은 이번 호우의 이름을 헤이세이 30년 7월 호우(일본어: 平成30年7月豪雨)라 명명했다. 언론 등에서는 서일본 호우(일본어: 西日本豪雨 니시니혼고우[*])라 짧게 언급하는 경우도 있으나, 서일본의 중심으로 홋카이도, 주부 지방, 시코쿠 지방 등 일본 전역에서 광범위한 영역에 피해를 입었기 때문에 지역 이름을 넣지 않은 명칭으로 명명되었다.
한국어권에선 언론에서 '서일본 폭우,' '서일본 집중호우', '일본 서남부 대홍수' 등 다양한 명칭을 사용하고 있다.

## 배경 및 경과
일본 기상청은 7월 4일 이후 태풍 7호 프라피룬이 온대 저기압으로 변질되며 일본과 한반도 사이를 동북쪽으로 지나가면서 많은 양의 수증기를 포함한 공기가 혼슈 부근의 정체전선에 여러 차례 유입되어 그 영향으로 강한 호우가 발생했다고 설명했다. 북태평양 기단의 영향으로 7월 2일부터 5일까지 홋카이도 인근에 장마전선이 정체되었는데, 이후 북태평양 기단이 동남쪽으로 내려가면서 홋카이도 부근의 장마전선도 같이 남하하였다. 여기에 7월 2일부터 태풍의 영향으로 규슈에 비가 오고 있었는데, 7월 5일부터 주부 지방까지 내려가 정체된 장마전선과 태풍 7호 쁘라삐룬이 가져온 습한 공기가 합쳐져 장마전선이 강해졌다. 이 장마전선은 7월 9일 북상하여 약화될 때까지 일본 상공에 정체하면서 서일본에서 동일본 사이 영역에 매우 많은 비를 뿌렸다.
6월 28일부터 내리기 시작한 비는 강해져 7월 6일 17시 10분에 나가사키현, 후쿠오카현, 사가현 3개 현에 호우특별경보가 발령되었고 이어 19시 40분엔 히로시마현, 오카야마현, 돗토리현에 발령되었으며 22시 50분엔 교토부, 효고현에 발령되면서 하루만에 8개 부현에 특별경보가 발령되었다. 다음날인 7일 12시 50분엔 기후현에 호우특별경보가 발령되었고, 그 다음날인 8일 5시 50분엔 고치현, 에히메현 2개 현에도 추가로 특별경보가 발령되었다. 결국 특별경보제도를 도입한지 최초로 최다 개수인 11개 부현에 발령되어 헤이세이 시대 최악의 호우 피해를 입었다.

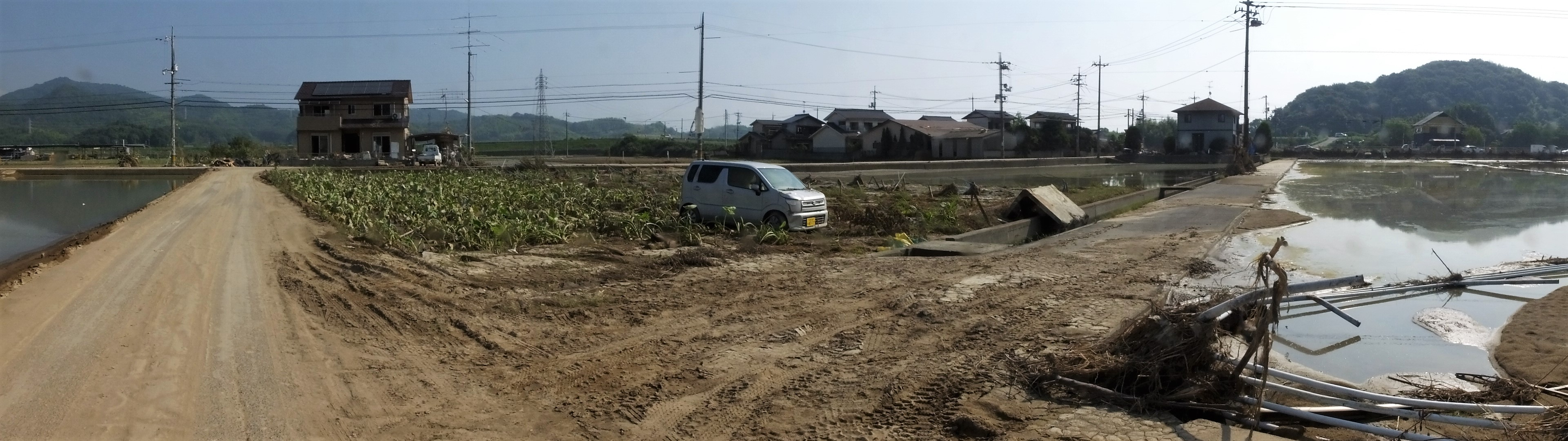
2018년 7월 14일 오카야마현 구라시키시 마비지구에서 촬영

## 강수량 기록

2018년 7월 5일 0시부터 7일 정오까지 일본 기상위성의 주고쿠 및 시코쿠 지역 강수량 레이다 지도. 시코쿠 및 주고쿠 지방에 집중적으로 비가 내린 것을 볼 수 있다.

2018년 7월 3일 0시부터 9일 0시까지 일본 기상위성의 일본 전역 강수량 레이다 지도. 홋카이도, 규슈, 시코쿠, 주고쿠, 긴키 지방 등 곳곳에 호우가 내린 것을 볼 수 있다.

일본 기상청은 잠정 공표한 자료에서 6월 28일 자정부터 7월 9일 24시까지 총 강수량은 시코쿠 지방 1,800mm, 주부 지방 1,200mm, 규슈 지방 900mm, 긴키 지방 600mm, 주고쿠 지방 500mm라고 발표하였다. 서일본에서 도카이 지방에 걸친 광대한 지역에서 48시간, 72시간 강수량이 사상 최고치를 기록하였다.
| 도도부현   | 시구정촌            | 측정 지점                | 강수량 (mm) |
| ---------- | ------------------- | ------------------------ | ----------- |
| 고치현     | 우마지촌            | 야나세(魚梁瀬)           | 691.5       |
| 고치현     | 모토야마정          | 모토야마(本山)           | 376.5       |
| 고치현     | 가미시              | 시게토우(繁藤)           | 484.0       |
| 기후현     | 구조시              | 히루가노(ひるがの)       | 472.0       |
| 사가현     | 사가시              | 호쿠잔(北山)             | 464.5       |
| 고치현     | 가미시              | 오오고치(大栃)           | 432.5       |
| 기후현     | 구조시              | 나가타키(長滝)           | 423.5       |
| 후쿠오카현 | 후쿠오카시 사와라구 | 사와라와키야마(早良脇山) | 393.0       |
| 후쿠오카현 | 소에다정            | 소에다(添田)             | 392.5       |
| 고치현     | 스쿠모시            | 스쿠모(宿毛)             | 389.5       |

| 도도부현   | 시구정촌   | 측정 지점                | 강수량 (mm) |
| ---------- | ---------- | ------------------------ | ----------- |
| 고치현     | 우마지촌   | 야나세(魚梁瀬)           | 1,319.5     |
| 고치현     | 가미시     | 시게토우(繁藤)           | 985.5       |
| 기후현     | 구조시     | 나가타키(長滝)           | 868.0       |
| 고치현     | 가미시     | 오오도치(大栃)           | 850.5       |
| 고치현     | 모토야마정 | 모토야마(本山)           | 829.5       |
| 기후현     | 구조시     | 나가타키(長滝)           | 795.0       |
| 도쿠시마현 | 나카정     | 기토(木頭)               | 756.0       |
| 기후현     | 세키시     | 세키시이타도리(関市板取) | 742.0       |
| 도쿠시마현 | 미요시시   | 쿄조우(京上)             | 726.0       |
| 나가노현   | 오타키촌   | 온타케산(御嶽山)         | 693.5       |

| 도도부현   | 시구정촌     | 측정 지점                | 강수량 (mm) |
| ---------- | ------------ | ------------------------ | ----------- |
| 고치현     | 우마지촌     | 야나세(魚梁瀬)           | 1,852.5     |
| 고치현     | 모토야마정   | 모토야마(本山)           | 1,694.0     |
| 고치현     | 가미시       | 시게토우(繁藤)           | 1,389.5     |
| 도쿠시마현 | 나카정       | 기토(木頭)               | 1,365.5     |
| 고치현     | 가미시       | 오오도치(大栃)           | 1,364.5     |
| 고치현     | 니요도가와정 | 도리가타야마(鳥形山)     | 1,303.0     |
| 기후현     | 구조시       | 히루가노(ひるがの)       | 1,214.5     |
| 기후현     | 구조시       | 나가타키(長滝)           | 1,193.5     |
| 고치현     | 니요도가와정 | 이게가와(池川)           | 1,191.5     |
| 기후현     | 세키시       | 세키시이타도리(関市板取) | 1,161.0     |

## 피해
7월 7일 일본 후생노동성의 발표에 따르면, 일본 각지의 상수도 시설이 피해를 입어 총 72,000여 가구가 단수되었다. 8월 1일 오전 10시 기준에선 에히메현, 히로시마현 2개 현에서 8,292개 가구가 단수 피해를 입고 있다. 또한 주고쿠 전력은 정전된 가구가 18만 가구 이상이라고 밝혔다.
7월 16일 일본 후생노동성의 발표에선 단수, 침수, 정전 등의 피해를 입은 의료기관이 교토에서 나가사키까지 6개 도도부현에서 94곳이다.
7월 17일 일본 문부과학성의 발표에 따르면, 18개 도도부현의 250개 소학교/중학교가 침수되거나 건물이 파손되었으며 피해 학교의 대부분은 오카야마현, 히로시마현, 교토부, 에히메현에 있었다. 히로시마현 미하리 시에선 계속된 단수로 25개 소/중학교가 임시 휴교중이다. 오카야마현에선 재해 복구 작업으로 임시 휴교가 길어서 일시적으로 여름방학을 앞당겨서 시작했다.

### 지역별 피해

#### 산요 지방

##### 히로시마현

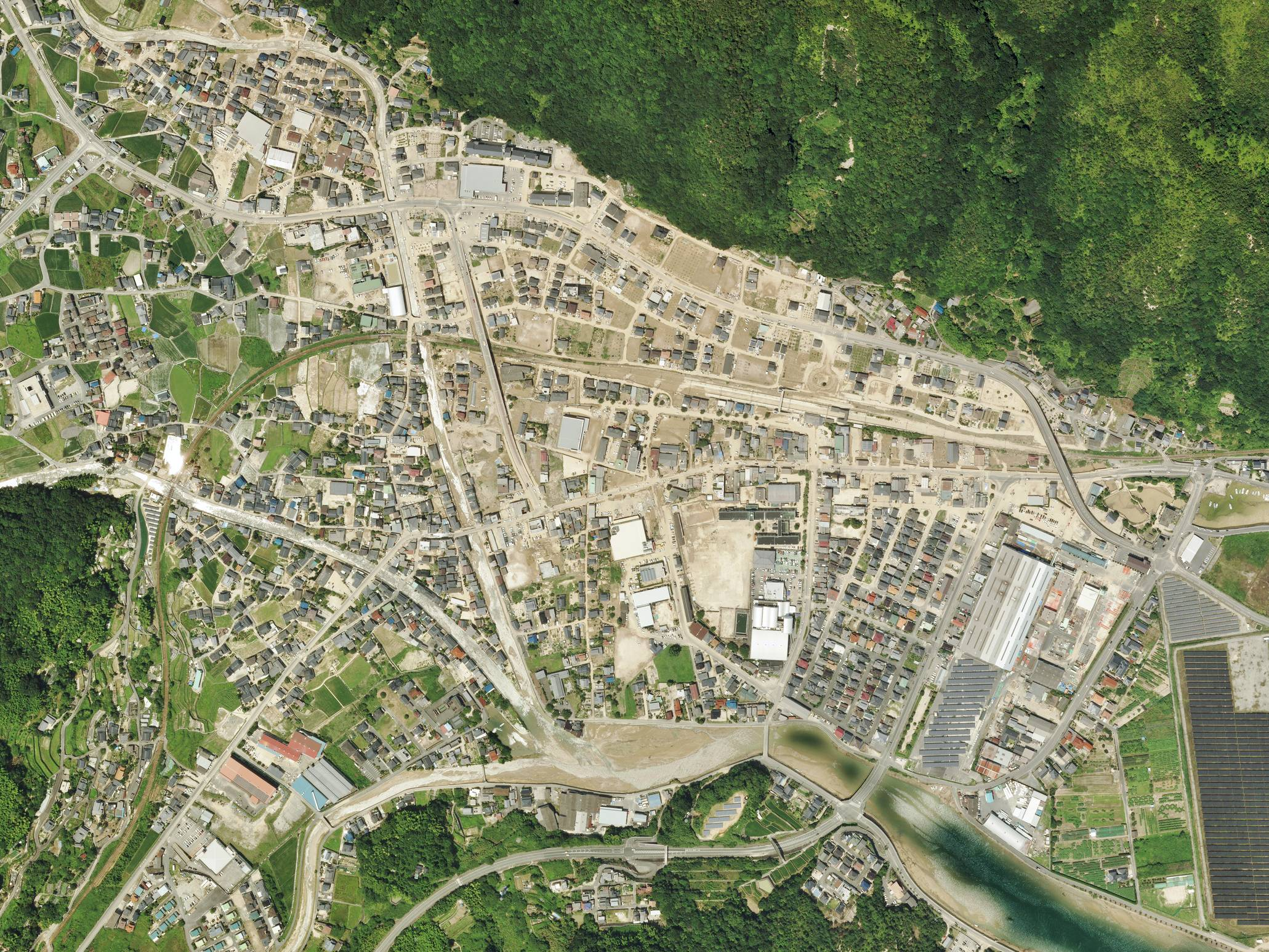
홍수 피해를 입은 히로시마현 도요타군 구레시 야스우라정의 위성사진.

히로시마현은 곳곳에 산사태와 침수 피해가 있었는데, 현 남부에서만 7월 16일까지 산사태가 5,000건 이상 일어났고 이 산사태 중엔 안식각이 높아 일어나기 어려운 곳에서도 산사태가 발생했다. 히로시마현 내에서만 7월 19일까지 주택 38,000채가 침수되었다.
히로시마시 아키구에선 산사태로 주택 20여채가 파괴되었다. 아키 구 내에서만 11명이 사망하였다. 아키군 구마노정엔 주택가 뒷산에서 산사태가 일어나 주택이 휩쓸러 12명이 사망하였다. 2014년 히로시마현 산사태 당시 피해를 입었던 아사키타구에서도 산사태로 3명이 사망했다. 도쿄 대학 방재연구소의 다케바야시 히로시 교수에 따르면, 히로시마현의 산은 화강암이 풍화된 마사토(DG)로 이루어진 흙인데, 이 흙이 산사태를 키우는데 영향을 주었다고 말했다.
아키군 사카정에서는 토석류가 사방댐을 파괴해 대량의 토사가 주택가를 덮쳐 12명이 사망했다. 사카역이 침수되었다. 구레시는 산사태로 19명이 사망하였다. 구레시, 히로시마시, 히가시히로시마시를 잇는 도로가 끊기고 JR 구레선도 운휴하여 고립 상태가 되어 구레항-히로시마항을 잇는 페리 대체 운송 이용이 급증했다.
히가시히로시마시 가와치초는 토석류가 사방댐을 넘어 주택가를 덮쳤다. 사이조초에서는 산사태가 일어나 주택들이 수십m 떠내려갔다. 아키쓰초에서도 산사태가 일어나 주택이 흙더미에 묻히는 피해가 일어났다. 히가시히로시마시 시내에서 12명이 사망했다. 미하라시에선 산사태가 주택을 덮치고 강이 범람하여 침수하는 등의 피해로 총 8명이 사망했다.
다케하라시에서는 히가시노초와 신조초에 산사태가 일어나 4명이 사망하고 5명이 부상을 입었다. 다케하라시를 관통하는 가모강이 범람하여 건물 6채 파괴되고 1,074채가 침수되었다. 후쿠야마시 에키야초에선 농업용 저수지 사면이 붕괴해 홍수가 일어나 1명이 사망했다.
아키군 후추정에서는 7월 10일 11시경 날씨가 맑았는데 갑자기 강이 범람하여 마을 10ha 구역이 침수되고 유치원생 180명이 일시 고립되었다가 구조되는 등의 피해가 있었다. 이 홍수의 원인은 강수량 증가로 상류 사방댐에 물이 넘침과 동시에 상류에서 떠밀려온 쓰레기나 토사가 물의 흐름이 느린 곳이나 다리 교각 등에 쌓여 강을 막아 넘쳐 흘렀던 것으로 확인되었다.
이외에 후추시, 아키타카타시, 후쿠야마시, 오노미치시 마을에 각각 2명이 사망하였고, 아키군 가이타정엔 1명이 사망하였다. 피해 규모가 가장 컸던 히로시마현에선 강으로 떠밀려간 사람이 잇따라 나오면서 히로시마 해상보안부 18일까지 시신 6구를 건져올렸다. 히로시마시 아키 구에서 실종된 2명은 수색중이다.

##### 오카야마현

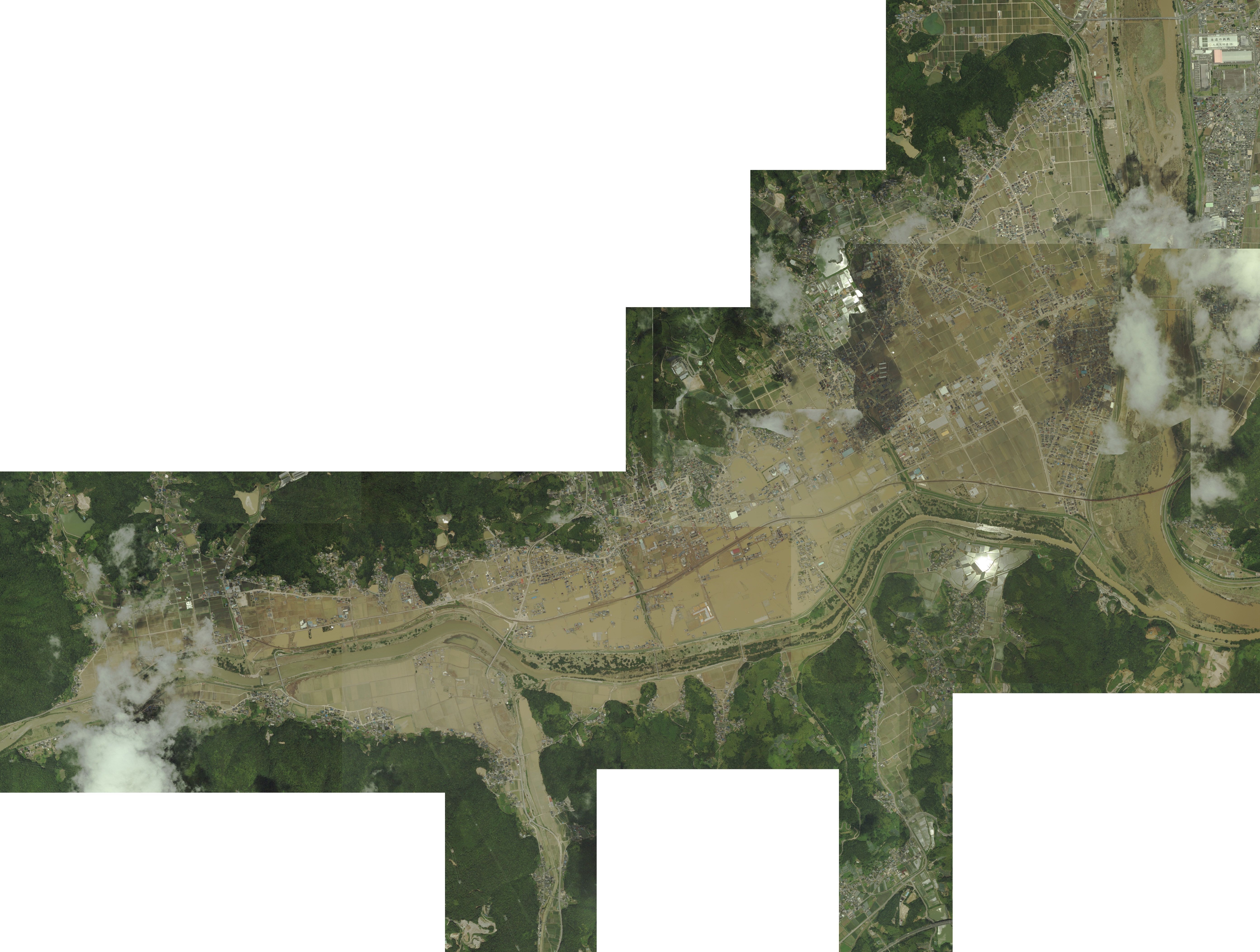
7월 9일, 호우로 홍수 피해를 입은 오카야마현 구라시키시 다카하시강 유역의 위성사진 모습.

오카야마현은 하천 범람, 제방 붕괴로 곳곳에서 침수 피해가 일어났으며, 산사태도 잇따라 발생했다. 침수한 건물 및 주택 개수는 7월 19일 기준 최소 14,000채로 현 역사상 최악의 홍수 피해를 입었다.
오카야마현 구라시키시는 7일 시내를 흐르는 두 강인 다카하시강과 오다강이 범람하여 도시의 27%가 침수되었다. 마비초에서만 최소한 51명이 사망하였으며, 대부분이 익사했다. 마비초(真備町)에 있는 '마비 기념 병원'에선 환자 및 피난민 160명이 홍수로 고립되고 병원 2층까지 침수되었다. 또한 다코우마강의 제방이 붕괴되고, 시내가 최대 5m 넘게 침수되어 400여명이 피난했고 일본 자위대는 헬기를 이용해 270여명을 구조했다. 이곳에서만 건물 4,690채가 침수되었고 48명 이상이 사망하였다. 일본 국토지리원은 침수 깊이가 평균 3-4m이며 최대 4.8m 깊이로 침수된 곳도 있다고 발표했다. 오다강 제방은 다카하시강과 합류하는 지점에서 갑작스럽게 물이 불어나 오다강이 역류해 제방 안쪽이 깎여 붕괴된 것으로 보인다. 마비초 내에서만 오다강의 2개 지류에서 최소 6곳의 제방이 무너졌고 그 외에 다른 6개 지점에서 오다강 제방 사면이 무너졌다. 또한 상류지점인 이바라시, 오다군 야카게정에서도 오다강 주류, 지류 제방이 무너지는 피해를 입었다.
오카야마시 히가시구 유역에선 7월 7일 새벽 아사히강의 지류인 스나강 제방이 무너져 히라지마(平島) 일대 주택 2,230채가 침수되었다. 오카야마현의 조사에 따르면 히라지마 지역은 750ha 정도 침수되었으며 최대 1.5m 침수된 것으로 보인다고 밝혔다. 도시 전체에서 침수된 주택은 7,645채이며 산사태도 잇따라 일어나 오카야마시에서만 2명이 사망했다.
가사오카시 모헤이(茂平)에선 7월 7일 아침 자동차 부품 회사 공장 뒷산에 산사태가 일어나 6명이 휩쓸러 2명이 사망하는 사고가 일어났다.
소자시에선 침수된 도로에서 교통 통제를 하던 경비원이 다카하시강에 휩쓸러 사망하는 등 시내에서 총 4명이 사망했다. 쇼와정(昭和町)에선 침수 피해가 일어났으며 시모하라(下原)에선 알루미늄 공장 폭발 사고가 일어나 생긴 영향 등으로 건물 968채가 피해를 입었다. 시모하라에선 아사히 알루미늄 공장이 폭우로 침수되었는데, 내부의 용해된 알루미늄과 접촉하여 수증기 폭발이 일어났다. 이 폭발로 민가 3채가 전소했으며 2차 폭발의 우려로 시모하라에 7월 7일까지 대피령이 내려져 약 300명이 대피소로 피난하였다.
다카하시시 오치아이초에서도 7월 6일 밤 홍수가 일어나 많은 시민들이 긴급 대피하였다.
이 외에도 7월 15일까지 이바라시에서 2명, 아사쿠치시, 아사쿠치군 사토쇼정 등 각 시에서 1명 이상의 사망자가 나왔다.

##### 야마구치현
야마구치현에서는 이와쿠니시 슈토정 마을에서 산사태로 주택이 휩쓸려 1명이 사망했고, 파편으로 1명이 더 사망했다. 슈난시에서는 산사태로 1명이 사망했다.

#### 산인 지방
시마네현 고노강이 범람하여 주택 200여채가 물에 잠겼다. 시마네현 측은 7월 11일 고쓰시, 가와모토정, 미사토정 등 피해지역에 복구 인력을 파견하였다. 시마네현 가와모토정은 상수도 정수장이 침수하여 280가구가 단수되었다.

#### 시코쿠
에히메현에선 12일에 세이요시 노무라정에서 노무라댐이 가득 찰 정도로 비가 내려 급하게 방류량을 높혔으나 히지강이 범람해 5명이 사망했다. 세이요시 측에선 7일 5시 10분에 방재행정무선을 통해 주민에게 대피령을 내렸다고 주장했다. 국토교통성 시코쿠지방국은 6시 20분부터 댐의 물 유입량과 유출량이 같아지기 시작했고, 6시 20분 시점 방류량이 439m³/s였던 것이 7시 50분엔 1,797m³/s로 급격히 늘어났다고 밝혔다. 또한 히지강 하류에 있는 가노강댐의 수위가 급격히 증가해 7시 35분 유입량과 거의 동일한 물을 방류하는 조치를 취했고 이 결과 오즈시의 강이 범람하였다. 오즈시 측은 8일 기준 4,600가구가 침수되는 피해를 입었다고 밝혔으며 니노미야 다키히사 오즈 시장은 이번 홍수는 헤이세이 시대 최악의 홍수로 피해가 매우 크다고 말했다.
우와지마시 요시다초에선 정 곳곳에서 2,271건의 산사태가 일어나 10일까지 11명이 사망했다. 마쓰야마시 누와지마섬에선 7일 산사태로 집이 휩쓸러 3명이 사망했다.
고치현에선 6일 아침 고난시에서 1명이 고소강의 불어난 물에 휩쓸러 서쪽으로 약 100km 떨어진 시만토 시 해안에서 사망한 채 발견되었다. 오쓰키정에선 2명이 사망하는 등 고치현에서 총 3명이 사망하였다. 아키시에선 6일 새벽 시내를 관통하는 아키강이 범람하여 주택 10여채가 침수되고 21명이 고립되는 피해를 입었다.
가가와현 마루가메시에 있는 일본 국가사적인 마루가메성이 폭우로 인해 지반이 약해져 돌담이 높이 7m, 폭 30m 크기로 일부 붕괴되었다.

#### 규슈
후쿠오카현에선 7월 6일 오전 기타큐슈시 모지구에서 절벽이 붕괴하여 주택을 휩쓸어 2명이 사망하는 피해가 일어났다. 7일엔 우미정에서 주민들이 산에 있던 동물보호소에서 피난하던 중 산사태에 휩쓸려 1명이 사망했다. 시체는 멀리 지쿠시노시 수로에서 발견되었다. 7월 6일엔 기타큐슈시 고쿠라키타구의 이타비쓰강과 구루메시 기타노초의 다치이라이강 등 여러 하천이 범람하고 구루메시는 광범위한 침수 피해를 입어 7일까지 약 1,000여채가 침수되고 보트로 시민들을 구조했다.기타큐슈시는 9일까지 산사태 등으로 건물 680여채가 파괴되는 피해를 입었다.
사가현은 12일 사가시 야마토초의 가세강에서 불어난 물에 휩쓸려 1명이 사망하고 이마리시에서도 1명이 사망했다. 이마리시에서 사망한 1명은 시체가 약 6km 떨어진 나가사키현 마쓰우라시 해안가에서 발견되었다.
미야자키현은 12일에 발견된 시체 1구가 호우 사태와 관련이 있는지 조사하였다.
가고시마현에서는 7일 가고시마시 후루사토초에서 산사태에 주택 2채가 휩쓸려 2명이 사망했다.

#### 긴키 지방
효고현 이나가와정은 7월 5일 물류 센터 공사 현장에서 인부 3명이 배수관의 넘쳐난 물에 휩쓸려 1명이 사망하고 2명이 중상을 입었다. 시소시에선 산사태가 주택을 덮쳐 1명이 사망했다. 단바시는 시내 곳곳이 침수되어 주택 953채 이상이 침수되고 1명이 사망, 6명이 부상을 입는 피해가 일어났다.
교토부 아야베시는 3명이 사망하였다. 가메오카시에서는 1명이 사망하였다. 마이즈루시에선 산사태로 쓸려간 주택을 정리하는 과정에서 실종되었던 사람이 사망한 채 발견되었다. 후쿠치야마시 오에정에선 산사태가 계곡 중간을 막아 폐색호를 만든 것이 확인되었다. 교토부에선 마이즈루시 및 후쿠치야마시에서 주택 200채 이상이 침수되었다. 마이즈루시의 유라강에선 강물이 역류하여 곳곳에서 침수 피해를 입었다. 도로 침수로 인해 마이즈루시에서만 1,828개 가구가 고립되었다. 도로도 곳곳에서 끊겨 이네정은 지방 전역이 고립되었으며 6개 시정 13개 지구가 고립되는 피해를 입었다.
NTT 서일본은 케이블 고장, 통신소 수몰 등으로 인해 효고현, 오카야마현, 히로시마현, 에치메현, 고치현 5개 현 124,000개 회선이 사용 불능이 되어 통신 장애를 겪고 있다고 발표했다. 또한 일본의 주요 휴대전화 통신사인 NTT 도코모, au, 소프트뱅크 3개사는 호우 피해지역 일부에서 휴대전화 전파가 터지지 않아 사용할 수 없거나 사실상 사용하기 힘든 상황이라고 발표했다.

#### 주부 지방
기후현에서는 7월 9일까지 세키시 쓰보강이 범람하여 용수로의 차량이 전복되어 1명이 사망하였고 기후시, 세키시에서는 3명이 중경상을 입었다. 9일 17시까지 게로시에선 15가구가 홍수로 고립되었다. 세키시를 중심으로 건물 495채가 침수하였다. 기후현의 JR 다카야마 선과 도카이 호쿠리쿠 자동차도 등 주부 지방을 지나는 교통 시설 곳곳에서 산사태 피해가 발생했다. 군조시는 강수량이 1,000mm를 돌파하며 각지에서 산사태, 도로 유실, 하천 제방 붕괴 등의 피해가 잇달았다. 군조시 와라초에선 와라강 강가의 와라강진흥사무소 인근 제방이 200m 길이로 붕괴하였다.
나가노현에선 7월 8일 오타키촌 오타키강이 범람하여 마을로 이어지는 도로 60m가 붕괴되어 관광객 포함 19명이 고립되었다가 구조되었다.

#### 홋카이도
홋카이도에선 아사히카와시의 페판강이 2번 범람하고 7월 3일엔 후카가와시 이시카리강, 누마타정 우류강이 범람하였다. 오호츠크 종합진흥국 엔가루정 유베쓰강에 있는 '이와네 대교'는 홍수로 상판이 휘어져 다리가 붕괴되었고, 가미카와 종합진흥국 히가시카와정의 덴닌교온에선 자동차 다리가 붕괴되어 7월 3일 이후 마을 주민 130명이 고립되었다. 아사히카와시를 중심으로 홋카이도 건물 132채가 피해를 입었다.

### 교통 시설

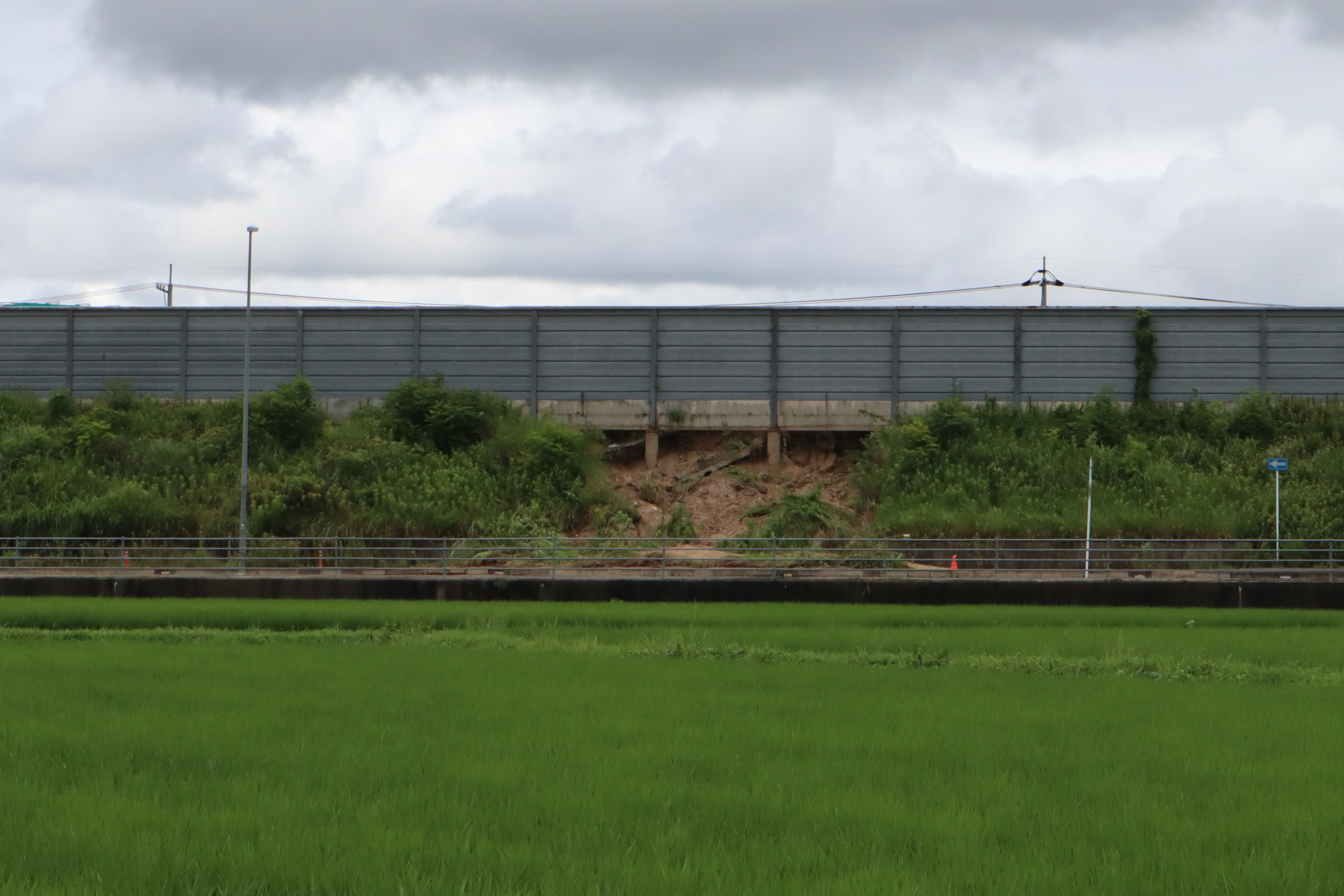
간몬 국도 터널 (일본 국도2호선) 구간에 토사 유출 피해가 발생하여 도로면 일부가 붕괴한 모습.

#### 도로
7월 6일, 규슈 자동차도 신모지 나들목-고쿠라히가시 나들목 사이 자동차도 곳곳의 경사면이 산사태로 붕괴하여 7월 11일까지 통제되었다. 또한 히가시큐슈 자동차도 가시미나미 나들목-부젠 나들목 사이에 산사태가 일어나 7월 17일까지 통제되었다.
산요 자동차도에선 고치 나들목-혼고 나들목 구간과 시와 나들목-히로시마히가시 나들목 구간에 토사 피해가 일어나 고치 나들목-혼고 나들목 구간은 7월 10일까지, 고치 나들목-히로시마히가시 나들목 구간은 7월 14일까지 통제되었다 운행이 재개되었다.
주고쿠 자동차도에선 니미 나들목-호쿠보 나들목 구간에 토사 피해가 일어나 7월 10일까지 통제되었다. 고치 자동차도는 신구 나들목-오타요 나들목 구간에서 토사 유출로 교량 상판이 훼손되는 피해를 입어 7월 13일 하행선만 운용하는 형태로 임시 복구되었다.
7월 8일, 기타규슈 고속도로가 전 구간 통행이 중지되다 다이리 나들목-아다치 나들목, 구로사키 나들목-곤고 나들목은 7월 9일 5시에 통행이 재개되었으며 나머지 전구간은 7월 10일 17시에 운행이 재개되었다. 기타규슈 고속4호선을 중심으로 주요 고속도로가 산사태 피해를 입었다.
서일본 고속도로(NEXCO 서일본) 관내 에선 2018년 7월 7일 기준 다음 고속도로에서 피해가 일어났다.
| - 신메이신 고속도로 - 사면 붕괴 1개소 - 게니가와 자동차도 - 사면 붕괴 1개소 - 마이주루-와카사 자동차도 - 토사 붕괴 1개소 - 산요 자동차도 - 사면 붕괴 1개소, 침수 1개소, 토사 유입 6개소 - 산요 자동차도 우베-시모노세키 지선 - 사면 붕괴 1개소 - 주고쿠 자동차도 - 사면 붕괴 6개소 - 오카야마 자동차도 - 사면 붕괴 3개소 - 나가사키 자동차도 - 사면 붕괴 2개소 | - 히로시마-구레 도로 - 사면 붕괴 1개소 - 요나고 자동차도 - 사면 붕괴 1개소 - 간몬 고속도로 - 사면 붕괴 2개소 - 간몬 국도 터널 - 사면 붕괴 1개소 - 고치 자동차도 - 사면 붕괴 2개소, 교량 유실 1개소 - 규슈 자동차도 - 사면 붕괴 3개소, 침수 1개소, 토사 유입 1개소 - 히가시큐슈 자동차도 - 사면 붕괴 2개소 |

#### 철도

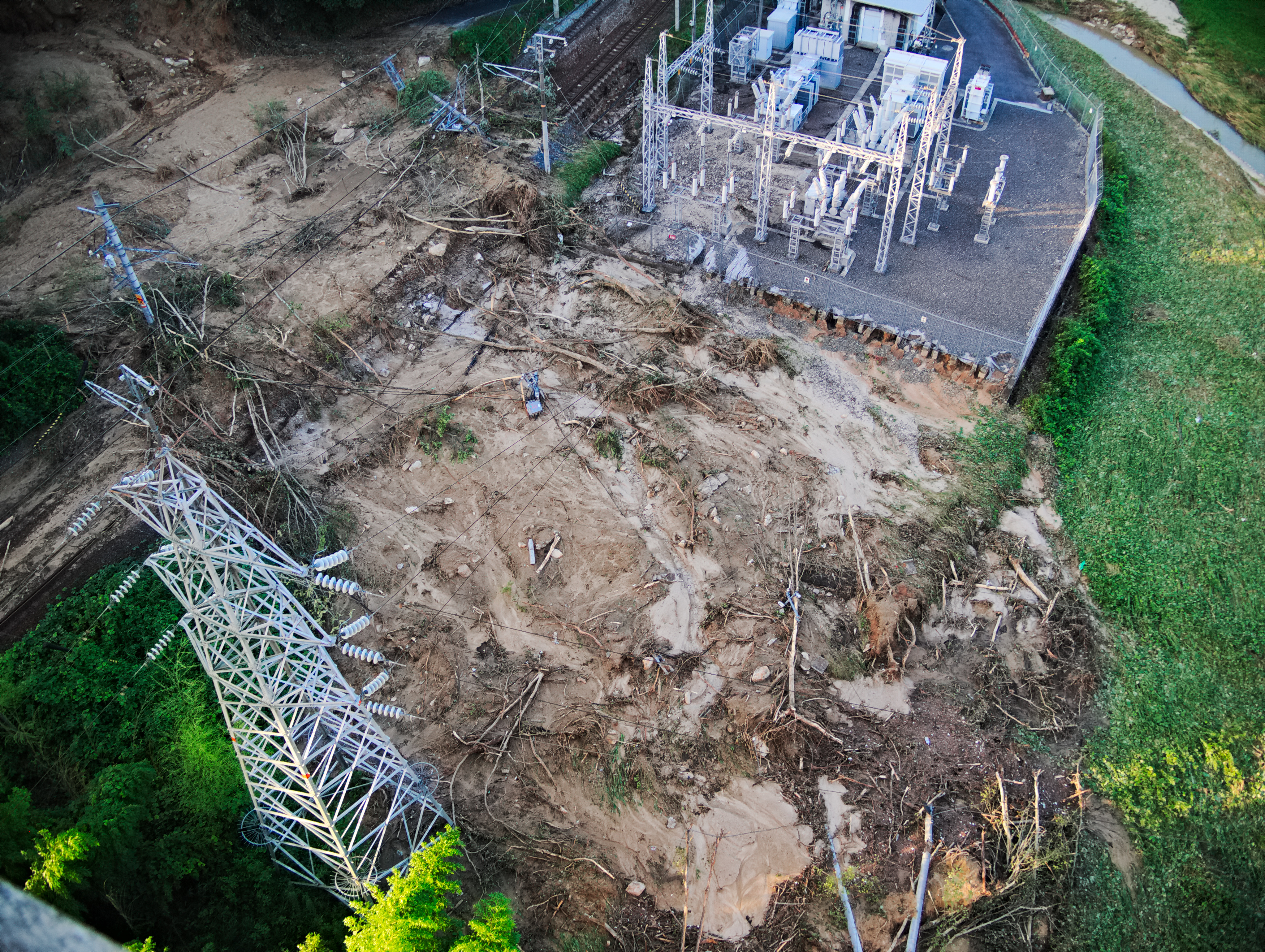
일본 히로시마현 산요 본선 세노역-하치혼마쓰역 사이 구간에 산사태로 철도가 유실된 모습.

7월 8일, JR 화물은 도카이도 본선, 산요 본선, 호쿠리쿠 본선을 운행하는 화물열차 335편이 운휴했다고 밝혔다.
JR 철도 관내
JR 홋카이도에선 하코다테 본선 고자와역-긴잔역이 토사 유출 피해를 입었다. 또한 7월 3일엔 삿포로역-아사히카와역 사이 특급 라일락 열차 등 특급열차 54편, 후라노선, 하코다테 본선의 쾌속, 보통열차 117편 등 총 171편이 운휴하였다.
JR 도카이에선 6월 29일엔 다카야마 본선 히다하기와라역-조로역 구간이 토사 유출 피해를 입었으며, 복구 작업 중이던 7월 7일엔 야케이시역-게로역 구간과 사카카미역-우쓰보역 구간에 토사 피해를 입는 등 다카야마 본선 곳곳에서 재해를 입었다. 또한 도카이도 신칸센은 7월 7일 첫차부터 산요 신칸센과의 직결운행을 취소하고 신오사카역에서 운행을 마치는 형태로 운용하였다.
JR 니시니혼은 7월 호우로 가장 큰 피해를 입은 노선 중 하나이다. 게이비선 시라키야마역-가루가역 사이 제1 트러스 철교가 4개 교각 중 2개가 완전히 돌아가 붕괴되어 유실되었다. 가미후카와역-나카후카와역 제2 트러스 철교는 유실되진 않았으나 중앙 부근 레일이 변형되었다. 또한 구레선 아키사이자키역-다다노우미역 사이 선로에 토사가 흘러들어 선로를 막아버리는 피해가 일어났다. 산요 본선 미하라역-혼고역, 세노역-하치혼마쓰역 2개 구간에 토사가 흘러드는 피해가 일어났으며, 구마야마역은 선로가 침수되고 RC 차단기가 붕괴되는 등의 피해를 입었다. 또한 히카리역-구다마쓰역 구간에 토사 유입 피해를 입었으며 혼고역-고치역 구간 노반이 붕괴되는 피해를 입었다. 하쿠비선 아시다치역-니자토역 구간에 토사 재해가 일어나고 변전소가 침수되는 피해를 입었다. 또한 가코가와선 히오카역-간노역 구간에 노반이 무너져 침목이 빠지는 피해가 일어났다. 나라선 로쿠지조역-모모야마역 구간엔 산사태가 일어났다. 간사이 본선 가사기역-가모역 구간에 철로 위로 나무가 쓰러져 길을 막는 피해가 일어났다. 또한 와카야마선 니시카세다역-나테역 구간엔 대나무들이 쓰러져 선로가 훼손되었다. 한와선 이즈미스나가와역-이즈미톳토리역 구간에도 노반이 무너져 침목이 빠지는 피해가 있었다. 그 외에도 기신선, 쓰야마선, 인비선, 우노선, 후쿠엔선, 산인 본선, 반탄선, 마이즈루선, 후쿠치야마선에 피해가 있었다. 7월 7일, 강한 폭우로 산요 신칸센 신오사카역-고쿠라역 전구간이 통제되었다 당일 저녁 7시부터 운행이 재개되었다. 또한 6일부터 7일까지 재래선 긴키, 주고쿠 지역 대부분 지역에서 운행을 중지하였다.
피해 구간 중 산요 본선 가이타이치역-미하라역 구간은 다른 대체 교통수단으로 이동이 매우 힘들다는 점이 인정되어 특례로 산요 신칸센 히로시마역-미하라역으로 대체운송을 실시한다. 하지만 특례 적용 대상은 7월 6일 이전까지 정기승차권, 보통승차권, 보통회수권을 가지고 있는 승객으로 한정된다. 이 특례는 10일부터 미하라역-신쿠라시키역 구간(산요 본선 미하라역-가사오카역 구간 운행중지), 11일엔 신이와쿠니역-도쿠야마역 구간(산요 본선 및 간토쿠선 이와쿠니역-도쿠야마역 구간 운행중지)로 확대되었다. 하지만 14일엔 산요 본선 가사오카역-후쿠야마역 구간으로 축소되었고 17일과 18일엔 후쿠야마역-미하라역 구간의 운행이 재개되면서 히로시마현의 대체운송 구간은 히로시마역-미하라역으로 축소되었다.
7월 16일 발표 기준, 복구에 1개월 이상 기간이 걸릴 것으로 추정되는 구간은 다음이다.
- 산요 본선 미하라역-가이타이치역 구간, 야나이역-도쿠야마역 구간
- 쓰야마선 마키야마역-노노쿠치역 구간
- 인비선 쓰야마역-지즈역 구간
- 기신선 고즈키역-니미역 구간
- 하쿠비선 고케이역-가미이와미역 구간
- 후쿠엔선 후추역-미요시역 구간
- 기스키선 이즈모요코타역-빈고오치아이역 구간
- 구레선 미하라역-가이타이치역 구간(구레선 전 구간)
- 게이비선 니미역-시모후카와역 구간
- 간토쿠선 도쿠야마역-이와쿠니역 구간(간토쿠선 전 구간)

또한 침대특급 이즈모 열차는 7월 이후 예약을 일시적으로 중지한 상태이다.
JR 시코쿠 지역에선 7월 6일 오후부터 전 특급 열차의 운행이 중단되었으며, 7일 첫차부턴 세토 대교를 지나는 모든 열차가 운휴하였다. 요산선 모토야마역-간온지역 구간의 사이타천 철교가 높이 약 7m가 되는 벽돌 교각 기초 부분이 기울어져 휘어진 것이 확인되었다. 또한 요도선 마쓰치역-니시가호역 구간은 토사 유입 피해를 입었다. 7월 10일 오후부터 도산선 고치역-오카야마역, 다카마쓰역 구간 특급열차와 도사야마다역-아와이케다역 구간 보통열차 운행을 재개했다. 7월 11일 오후부터 요산선 특급열차인 '시오카제'와 '이시즈치' 열차 편성을 줄였으며, 특급열차 '우와카이'와 보통열차는 이요시역-우와지마역(바다방향, 산방향 양방향), 요도선 우와지마역-구보카와역 구간의 운행을 감축했다.
7월 17일부터 요산선 이요시역-야와타하마역(산방향) 구간을 보통, 특급열차 모두 감축한 상태에서 영업을 재개했다. 야와타하마역-우와지마역 구간은 버스 대체운송을 시작했다. 도산선의 '선라이즈 세토'는 7월 18일 운행을 재개했으나, 7월까진 고토히라역까지의 운행은 하지 않기로 하였다. 7월 20일부터 요산선 야와타하마 역-우노마치역 구간을 감축한 상태로 운행을 재개했으며, 같은 선 이요시역-이요오즈역(바다방향)과 요도 선 우와지마역-구보카와역 구간은 버스 대체운송을 시작했다.
JR 규슈 지역 지쿠히선 시카카역-하마사키역 구간에서 7월 6일 14시 30분 경 후쿠오카 공항역행 쾌속열차가 운행 중 선로에 토사가 유출된 것을 발견하여 긴급 정지했으나 곧바로 새로운 산사태가 일어나 제일 끝쪽 열차가 산사태에 밀려들어갔다. 이 열차엔 승객이 타고 있지 않았으며 사상자는 없었다. 이 산사태의 영향으로 7월 8일 이후에도 지쿠젠마에바루역-니시카라쓰역 구간 운행이 중지되었다. 또한 오카와노역-히젠나가노역 구간도 산사태 피해를 입었으며 야마모토역-이마리역 구간은 11일까지 운행을 중지하였다. 지쿠호 본선(하라다선)은 7월 7일 가미호나미역-지쿠젠야마에역 구간 곳곳에서 노반이 붕괴되는 피해를 입었다. 이 피해로 8일 이후에도 게이센역-하루다역 구간은 운행을 중지하였다. 히사쓰선도 가마세역-세토이시역 구간에서 대규모 산사태 피해를 입었다. 이 산사태로 8일 이후에도 야쓰시로역-요시마쓰역 구간은 운행을 중지하였다. 가라쓰선 다쿠역-규라기역 구간에서 토사 유입 및 침수 피해가 잇달았으며, 규라기역-이와야역 구간은 노반이 붕괴되는 피해가 있었다. 히타히코산선 시이역-이시하라마치역 구간에서 토사 유입 피해가 있었다. 또한 고토지선 시모카모역-지쿠젠쇼나이역 구간과 다가와고토지역이 산사태 피해를 입었다. 큐슈신칸센은 7일 산요 신칸센과의 직결운행을 취소했다. 또한 재래선에선 7일 첫차부터 '가모메', '소니쿠' 등의 특급열차 운행을 중단했다.
지역 사철
도카이 지방 나가라가와 철도 소속 에쓰미난선 우메야마역-유노호라온센구치역 구간은 산사태 피해를 입었고, 구조하치만역-시젠엔마에역 구간은 침수 피해를 입었다.
긴키 닛폰 철도 소속 긴테쓰 이코마선 모토산조구치역-헤구리역 구간과 긴테쓰 시기선 핫토리가와역-시기산구치역 구간이 토사 유입 피해가 있었다. 또한 WILLER TRAINS 소속 미야즈선 시노노메역-시소역 구간에 사면 붕괴 피해가 있었고, 미야후쿠선 후타마타역-오에고토메역 구간은 토사 유입 피해를 입었다. 산요 전기철도 본선 스마우라코엔역-산요시오야역 구간에 토사 유입 피해가 있었다. 고베 전철 여러 구간에서 토사 유입 피해를 입었다.
이바라 철도 기비노마키비역이 침수되었다. 니시키가와 철도 가와니시역-세이류신이와쿠니역 구간에 토사 유입 피해를 입었다. 헤이세이 지쿠호 철도 다가와선 사키야마역-겐지노모리역 구간에 노반이 붕괴되는 피해를 입었다.

#### 항공
히로시마 공항은 공항 시설의 직접적인 피해는 없었으나 산요 자동차도 등 공항으로 통하는 접근로가 홍수 피해로 차단되어 3일간 1,500명이 공항에 고립되었다. 7월 8일부터 산요 신칸센의 운행 재개에 이어 히로시마 공항-히가시히로시마역 임시 셔틀버스가 운행하기 시작하며 10일부터는 게이요 버스회사가 유료버스를 운행하여 임시 버스를 운행하였다. 이외에 누마타강의 혼고저수장이 침수되어 공항 터미널이 일시 단수되었다. 이에 따라 10일부터 공항 내에 음식점이나 상점의 영업이 단축되었다.

### 산업 피해

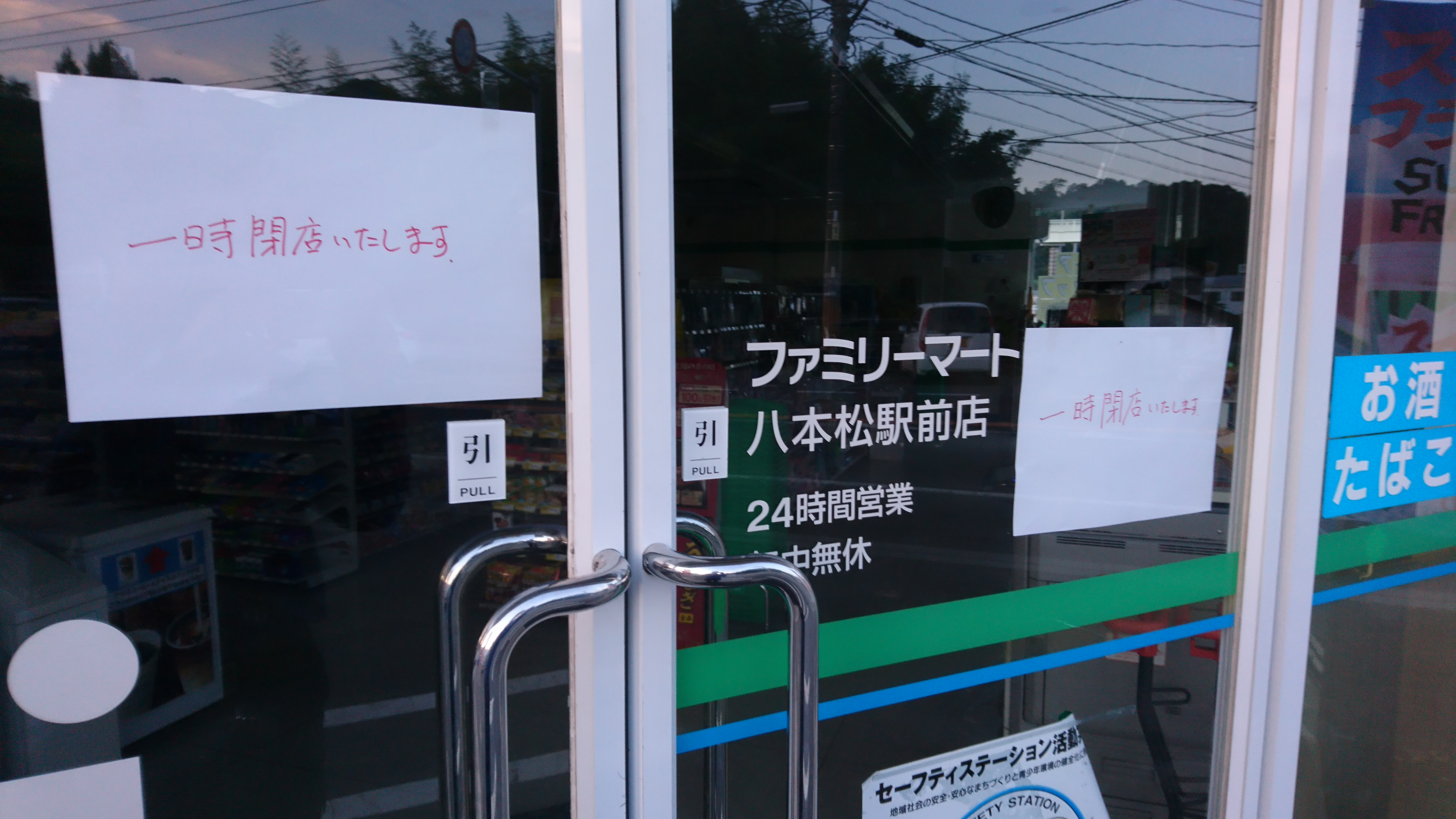
2018년 7월 9일, 물류 문제로 일시 휴업함을 알리는 훼미리마트 하치혼마쓰역 앞 점포

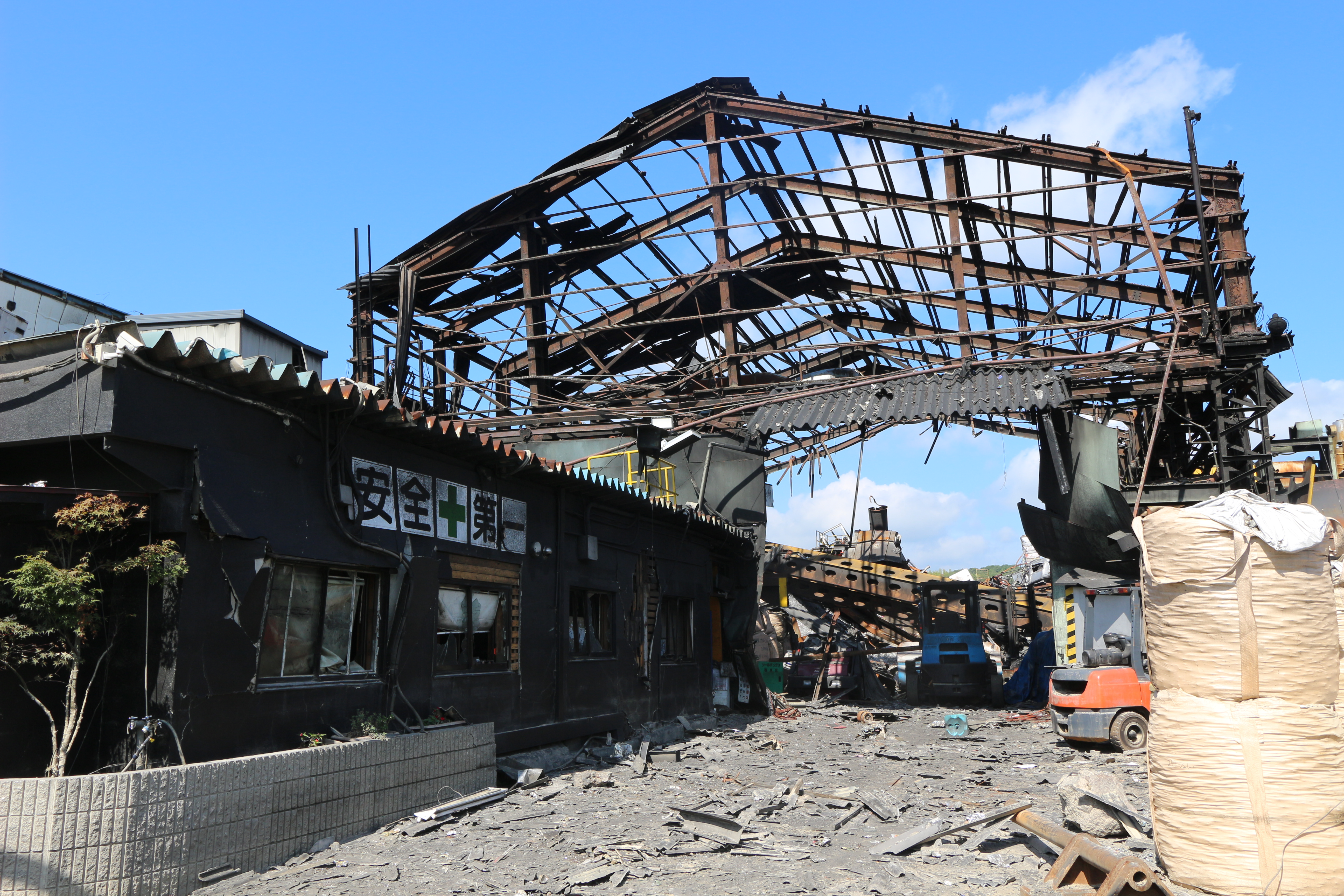
2018년 7월 22일, 폭발 사고 이후의 오카야마현 소자시 알루미늄 공장

일본 농림수산성은 8월 3일까지 농수산업 피해가 2,455억 엔에 달한다고 발표했다. 홋카이도에선 가미카와 지청, 소라치 지청 지역을 중심으로 하천 범람으로 인한 농산물 피해가 일어났다. 특히 논, 비닐하우스, 메밀, 파 등의 경작지와 포장공장 침수, 산사태 피해가 일어났다. 또한, 아사히카와시에선 2016년 태풍 피해 이후 최악의 농업 피해가 일어났다.
이외에도 효고현에서는 7월 17일 기준 농수산업 피해액이 최소 64억 엔이며, 히로시마현은 7월 19일 기준 피해액이 최소 118억 엔, 오카야마현은 7월 18일 기준 피해액이 최소 33억 4000만 엔이며 시마네현은 7월 19일 기준 피해액이 최소 14억 7,000만 엔이다.
일본의 술인 '다사이'(獺祭)를 제조하는 야마구치현의 아사히 주조가 창고 2개동 중 하나가 침수되었다. 침수로 냉장 시설이 꺼져 일시적으로 생산을 중단하였다. 7월 28일 생산을 재개하고 피해를 입은 직영점도 임시 점포에서 영업을 재개했다.
업무용 비디오 카메라를 제조하는 파나소닉 오카야마 공장이 침수되었다. 공장 복구엔 7일 정도 걸린다고 밝혔다. 또한 교토부 나가오카쿄시에 있는 미쓰비시 전기 교토제작소와 와카야마현의 공조장치 제작 공장, 효고현의 2개 공장이 홍수 피해로 6일부터 영업을 중지했다. 다이하쓰 공업 공장은 서일본 고속도로 일부구간 통제로 부품 수급에 문제가 생겨 오사카부 이케다시 본사 공장, 제2공장, 교토 공장, 다이하쓰 규슈 오이타 공장, 다이하쓰 규슈 구레 공장이 휴업하였다가 7월 11일 공장 조업을 재개했다.
마쓰다도 부품 수급 문제로 7월 7일 이후 히로시마현 후추정의 본사 공장 및 호푸 공장의 조업을 중단했다. 이 조업은 11일까지 중단되었다가 12일 재개하였다. 또한 도요타 자동차 규슈의 미야타 공장도 부품 수급 문제로 10일 조업을 일부 중단했다. 코카콜라 보토라즈 재팬의 혼도 공장도 물류센터를 포함한 공장 침수 피해로 10일까지 휴업하고 있다. 이외에도 재팬 마린 유나이티드 구레 조선소, IHI 구레 제2공장도 7월 9일까지 휴업하였다.
JXTG 에너지(니혼 오일)와 이데미쓰 하이카 정유소 대부분이 9일 기준 영업 정지 상태이며 쇼와 셸 석유는 히로시마 정유소로 가는 도로가 접근 금지 상태가 되어 9일 기준 영업 중지 상태이다.
도로가 끊기면서 제품/재료 납품 문제가 발생하여 7월 9일까지 이온 그룹, 세븐일레븐, 로손, 훼미리마트, 포플러, 젠쇼, 맥도날드, 스카이락 등 주요 슈퍼, 편의점, 레스토랑 점포들이 일시 휴업했다.
또한, 물류에도 큰 영향을 미쳐 주요 고속도로의 통행 금지 문제로 서일본을 중심으로 도로화물, 철도화물 운송에 영향을 받았다. 특히 도호쿠 지역과 산요, 규슈 지역 사이를 오가는 택배 및 통신판매에 큰 영향을 미쳤다. 사가와 익스프렉스는 7월 8일 저녁부터 도호쿠에서 규슈로 가는 택배 접수를 일시적으로 중단하고 있으며 오카야마현, 히로시마현, 에히메현 3개 현으로 가는 택배 접수를 중단했다. 야마토 운수도 교토부, 오카야마현, 히로시마현, 에히메현 등 6개 현으로 가는 택배 접수를 중단했다. 세이노 운수도 도호쿠에서 규슈 6개 현으로 가는 택배 접수를 17일까지 일시 중지하였다.

### 스포츠 및 행사 피해
일본 프로 야구는 호우 피해로 우천 취소 외에도 여러 경기가 취소되었다. 7월 6일 나고야 돔에서 열릴 예정이었던 주니치 드래건스 대 도쿄 야쿠르트 스왈로스 경기가 됴쿄 야쿠르트 스왈로스 팀이 7월 5일 밤 히로시마를 출발한 후 도로 사정으로 도착하지 못하면서 경기가 취소되었다. 7월 9일부터 11일까지 MAZDA Zoom-Zoom 스타디움 히로시마에 열릴 예정이었던 히로시마 도요 카프와 한신 타이거스와의 3연전도 중단되었다.
일본고교야구에선 제100회 전국 고등학교 야구 선수권 결정 대회가 서일본을 중심으로 14개 지방 대회의 개회식 및 개막전 시작 날짜가 바뀌었으며, 히로시마 대회 및 오카야마 대회는 7월 9일 대회 일정을 일시 변경하였다.
7월 7일 예정되어 있던 J리그 중 J2리그 22라운드 경기 중 교토 니시교고쿠 육상경기장에 열리는 교토 상가 FC 대 아비스파 후쿠오카 1경기, J3리그 16라운드 경기 중 돗토리 은행 버드 스타디움에 열리는 가이나레 돗토리 대 더스파구사쓰 군마 경기, 미쿠니 월드 스타디움 기타큐슈에 열리는 기라반츠 기타큐슈 대 가고시마 유나이티드 FC 2경기가 호우의 영향으로 중지, 연기되었다. 또한 히로시마 광역공원 육상경기장에 열릴 예정이었던 제98회 천황배 전일본 축구 선수권 대회 3회전 산프레체 히로시마 대 나고야 그램퍼스 경기도 연기되었다.
7월 7일부터 8일까지 마린 메세 후쿠오카에서 열린 Aqours의 'Aqours 3rd LoveLive! Tour 〜WONDERFUL STORIES〜' 공연은 공연 당일 후쿠오카현의 호우경보가 해제되어 그대로 진행하였으나 입장하지 못한 고객을 대상으로 환불을 실시하였다. 또한 7일부터 8일까지 기후현 모토스시 TOHO 시네마즈 마레라 기후에서 열릴 예정이었던 라이브 뷰잉도 호우 영향으로 극장이 휴업해 중단되었다.
7월 7일부터 8일까지 히로시마 현립 종합 체육관에서 열릴 예정이었던 유즈의 'YUZU ARENA TOUR 2018 BIG YELL' 공연이 중단되었다.

## 사상자
2018년 11월 6일 기준 총 사망자수는 224명이다. 연령 확인이 가능한 사망자 141명을 대상으로 분석 결과 60대 이상이 71%로 가장 많았으며 주요 사인은 산사태가 71명, 하천 범람으로 인한 사망이 59명이었다.
도도부현, 시구정촌 별 사상자수 목록은 다음과 같다.
| 도도부현   | 시정촌           | 사망자수 | 중상자수 | 실종자수 |
| ---------- | ---------------- | -------- | -------- | -------- |
| 히로시마현 | 구레시           | 25       |          |          |
| 히로시마현 | 히로시마시       | 23       |          | 2        |
| 히로시마현 | 사카정           | 16       |          | 1        |
| 히로시마현 | 히가시히로시마시 | 12       |          | 1        |
| 히로시마현 | 구마노정         | 12       |          |          |
| 히로시마현 | 미하라시         | 8        |          |          |
| 히로시마현 | 다케하라시       | 4        |          |          |
| 히로시마현 | 후추시           | 2        |          |          |
| 히로시마현 | 아키타카타시     | 2        |          | 1        |
| 히로시마현 | 후쿠야마시       | 2        |          |          |
| 히로시마현 | 오노미치시       | 2        |          |          |
| 히로시마현 | 가이타정         | 1        |          |          |
| 히로시마현 | 합계             | 109      | 139      | 5        |
| 오카야마현 | 구라시키시       | 52       |          |          |
| 오카야마현 | 소자시           | 4        |          |          |
| 오카야마현 | 가사오카시       | 3        |          |          |
| 오카야마현 | 이바라시         | 2        |          |          |
| 오카야마현 | 다카하시시       |          |          | 1        |
| 오카야마현 | 니미시           |          |          | 1        |
| 오카야마현 | 가가미노정       |          |          | 1        |
| 오카야마현 | 합계             | 61       | 161      | 3        |
| 에히메현   | 우와지마시       | 12       |          |          |
| 에히메현   | 세이요시         | 6        |          |          |
| 에히메현   | 오즈시           | 4        |          |          |
| 에히메현   | 마쓰야마시       | 4        |          |          |
| 에히메현   | 이마바리시       | 2        |          |          |
| 에히메현   | 기호쿠정         | 1        |          |          |
| 에히메현   | 합계             | 29       | 37       |          |
| 교토부     | 아야베시         | 3        |          |          |
| 교토부     | 가메오카시       | 1        |          |          |
| 교토부     | 마이즈루시       | 1        |          |          |
| 교토부     | 합계             | 5        | 8        |          |
| 야마구치현 | 이와쿠니시       | 2        |          |          |
| 야마구치현 | 슈난시           | 1        |          |          |
| 야마구치현 | 합계             | 3        | 13       |          |
| 후쿠오카현 | 기타큐슈시       | 2        |          |          |
| 후쿠오카현 | 후쿠오카시       | 1        |          |          |
| 후쿠오카현 | 지쿠시노시       | 1        |          |          |
| 후쿠오카현 | 합계             | 4        | 22       |          |
| 고치현     | 오쓰키정         | 2        |          |          |
| 고치현     | 고난시           | 1        |          |          |
| 고치현     | 합계             | 3        | 1        |          |
| 효고현     | 이나가와정       | 1        |          |          |
| 효고현     | 시소시           | 1        |          |          |
| 효고현     | 합계             | 2        | 11       |          |
| 가고시마현 | 가고시마시       | 2        |          |          |
| 가고시마현 | 합계             | 2        | 1        |          |
| 사가현     | 사가시           | 1        |          |          |
| 사가현     | 이마리시         | 1        |          |          |
| 사가현     | 합계             | 2        | 5        |          |
| 나라현     | 야마토코리야마시 | 1        |          |          |
| 나라현     | 합계             | 1        | 1        |          |
| 기후현     | 세키시           | 1        |          |          |
| 기후현     | 합계             | 1        | 3        |          |
| 시가현     | 다카시마시       | 1        |          |          |
| 시가현     | 합계             | 1        |          |          |
| 미야자키현 | 고바야시시       | 1        |          |          |
| 미야자키현 | 합계             | 1        | 1        |          |
| 지바현     | 지바현           |          | 3        |          |
| 도쿄도     | 도쿄도           |          | 1        |          |
| 가나가와현 | 가나가와현       |          | 11       |          |
| 시즈오카현 | 시즈오카현       |          | 9        |          |
| 아이치현   | 아이치현         |          | 1        |          |
| 미에현     | 미에현           |          | 3        |          |
| 나가사키현 | 나가사키현       |          | 10       |          |
| 오키나와   | 오키나와         |          | 5        |          |
| 오이타현   | 오이타현         |          | 4        |          |
| 가가와현   | 가가와현         |          | 3        |          |
| 오사카부   | 오사카부         |          | 4        |          |
| 와카야마현 | 와카야마현       |          | 1        |          |
| 구마모토현 | 구마모토현       |          | 1        |          |
| 미야자키현 | 미야자키현       |          | 1        |          |
| 가고시마현 | 가고시마현       |          | 1        |          |
| 총 합계    | 총 합계          | 226      | 459      | 8        |

## 반응

### 일본 국내
7월 7일, 일본의 내각총리대신 아베 신조 총리는 “사태는 매우 심각한 상황이다. 피해자의 구명 구조에 최선을 다해 피해의 확대 방지에 만전을 기해달라”라고 적극 구조 및 지원을 요구하였다. 또한 2016년 구마모토 지진 이후 처음으로 7월 8일 오전 8시를 기해 재해대책기본법에 따라 총리가 지휘하는 ‘비상재해대책본부’를 세웠다.
7월 8일, 일본의 방위대신 오노데라 이쓰노리는 11시 긴급기자회견에서 “토사재해 실종자 구조와 고립된 이재민 구호를 위해 자위대원 2,300명 이상이 피해 현장에서 구조활동을 하고 있으며, 21,000명이 대응태세에 들어갔다”라고 발표하였다.
7월 14일, 일본 내각은 특정비상재해특별조치법에 따라 정령에서 2018년 7월 호우로 인한 재해를 '특정비상재해'로 선포하고 특례조치를 실시했다. 7월 24일에는 격심재해법에 따라 2018년 7월 일본 호우 등 5월 20일부터 7월 10일 사이 발생한 호우 재해를 격심재해로 지정하였다.

#### 총리의 행보 논란
7월 5일 일본 중의원 의원숙소에서 열린 자민당 소속 중의원 친목회에 아베 신조 총리가 참여하며 재난 기간 중 '술파티'를 한 것에 대해 비판의 목소리가 나왔다. BBC 등 해외 언론에서도 이에 대해 비판의 목소리가 나왔으며 도치기현 지사인 후쿠타 도미카즈도 홍수 기간 중의 중의원 회식자리를 비판하였다.
7월 11일 니시무라 야스토시 일본의 내각관방부장관은 한 텔레비전 프로그램에 나와 이에 대해 사과하였다.

### 일본 국외
중화민국의 총통 차이잉원은 7월 7일 기록적 호우에 대하여 위로의 메시지를 전하며 지원을 제공한다고 밝혔다.
대한민국의 대통령 문재인은 7월 9일 일본의 기록적 호우 피해에 대해 위로의 메시지를 전했다. 또한 이낙연 국무총리가 기록적 호우에 대해 "조속히 복구가 이뤄져 이재민들이 하루빨리 일상으로 복귀할 수 있기를 기원한다"라 말하며 안타까움을 밝히고, 대한민국 정부는 일본 정부에게 1백만 달러를 지원하였다.

## 같이 보기
- 1953년 서일본 수해
- 태풍 탈라스 (2011년)
- 2014년 히로시마현 산사태
- 2017년 7월 규슈 북부 호우
- 2018년 일본 폭염
- 태풍 제비 (2018년)
- 2020년 7월 일본 호우